# IJskelder van kasteel Groeneveld

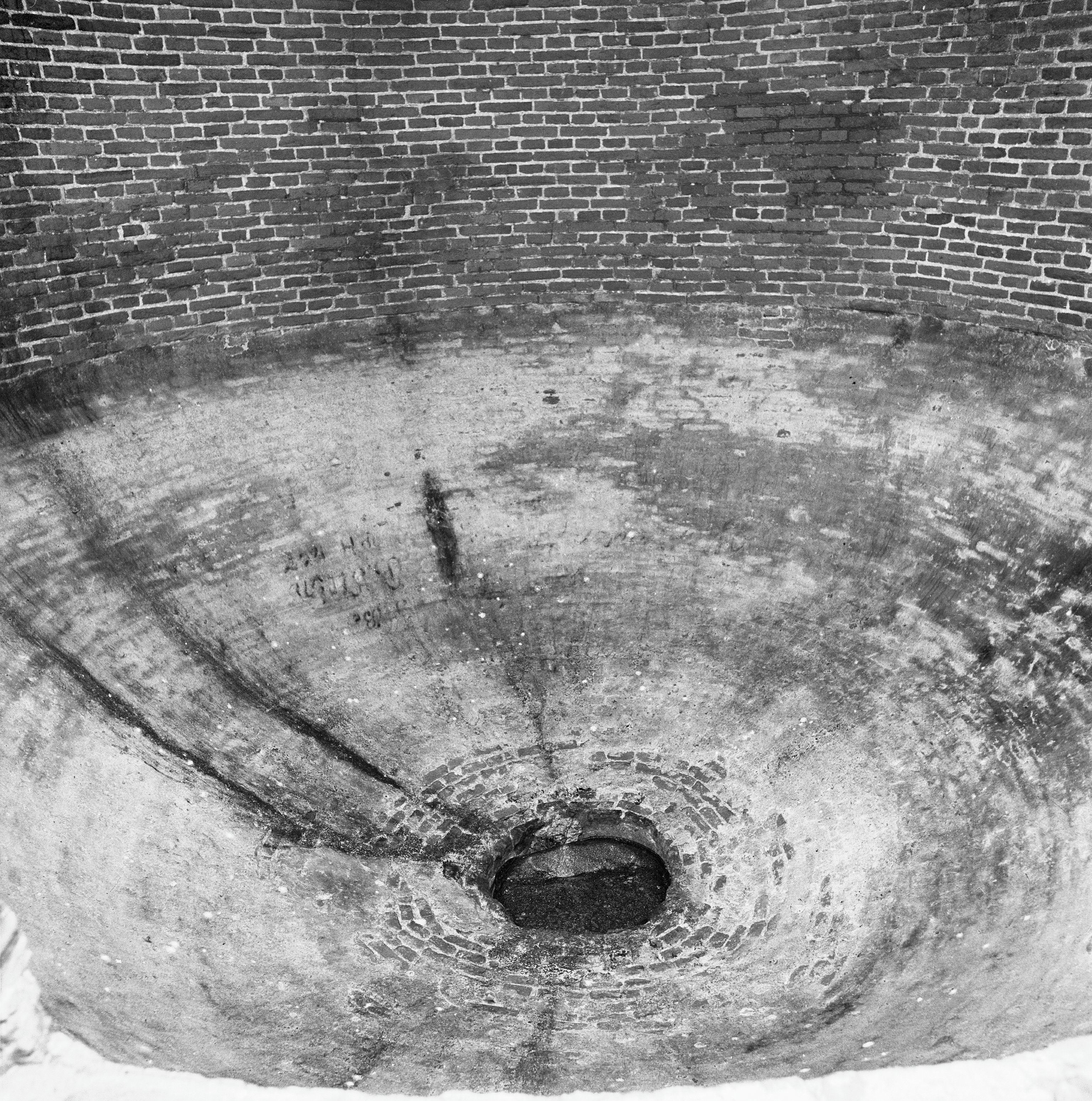
Interieur

De ijskelder van kasteel Groeneveld is een rijksmonument bij het Kasteel Groeneveld in de gemeente Baarn. 
De kelder moet gegraven zijn in de tijd dat Marcus Mammuchet van Houdringen eigenaar was van Groeneveld, in het begin van de achttiende eeuw. De (gerestaureerde) kelder bevindt zich onder een twee meter dikke berg aarde en heeft een diepte van zeven meter. De koepeldoorsnede bedraagt vijf meter. De kelder diende om vis en andere etenswaren in te bewaren. Achter de beide eikenhouten deuren bevindt zich de ondergrondse ruimte waar de temperatuur nooit boven de 5° Celsius komt. Het ijs werd 's winters uit de vijvers gehakt en door een vulopening in de kelder gebracht. Daar werd het opgestapeld. Het ijs kon op die manier wel langer dan een jaar bewaard worden.
Vanaf eind 19e eeuw tot 1913 werd de kelder als koelruimte gebruikt door de Baarnse broodbelegproducent De Ruijter, die in die tijd de muisjes uitvond, die in de smaak vielen bij de op het nabijgelegen Soestdijk wonende Nederlandse koninklijke familie, zodat De Ruijter sinds 1883 hofleverancier werd.
De ruimte werd daarna bewoond door vleermuizen die er hun winterslaap houden. De vleermuizen kunnen door de vulopening in- en uitvliegen.